# Образовање у Албанији
Образовање у Албанији за основно, средње и терцијарно образовање углавном подржава држава. Академска година је много слична оној као у Сједињеним Државама, настава почиње скоро у септембру или октобру и завршава се у јуну или јулу. Албански је језик наставе у свим државним школама. Образовање се одвија у три фазе као што су основно, средње и предуниверзитетско образовање. Постоји око 5000 школа широм земље.
Основно образовање је обавезно од 1. до 9. разреда, али већина ученика наставља најмање до средњег образовања. Ученици морају положити матурске испите на крају 9. разреда и такође на крају 12. разреда да би наставили школовање. Академска година је подељена на два семестра. Школска недеља почиње у понедељак и завршава се у петак.
„Очекивани животни век у школи (од основног до терцијарног образовања)“ у Албанији је 16 година. Нација је на 25. месту од 167 земаља. У 2015. години, укупна стопа писмености у Албанији била је 98,7%; стопа писмености мушкараца била је 99,2%, а стопа писмености жена 98,3%.
Иницијатива за мерење људских права (ХРМИ) налази да Албанија испуњава само 87,4% онога што би требало да испуни за право на образовање на основу нивоа прихода у земљи. ХРМИ разлаже право на образовање посматрајући права на основно и средње образовање. Узимајући у обзир ниво прихода Албаније, нација постиже 86,3% онога што би требало да буде могуће на основу својих ресурса (прихода) за основно образовање и 88,5% за средње образовање.

## Предкомунистички период
Већ 1945. године стопа писмености у земљи је подигнута на око 40% , а крајем 1946. стопа неписмености је била 60%. Овај низак проценат је углавном био присутан зато што су школе које су користиле албански језик биле практично веома мале у земљи пре него што је постала званично независна 1912. То је зато што Албанци нису осећали потребу за масовним образовањем на свом језику у школском систему због тога што су углавном били запослени као службеници и плаћеници/војници у Отоманском царству, а такође и због албанских племена. Међутим, током друге половине деветнаестог века, посебно у одређеним периодима у периоду Абдул Хамида II, османски владари су забранили употребу албанског језика у школама. У неколико школа које су служиле муслиманском становништву говорио се отомански турски. Ове институције су се налазиле углавном у градовима и великим местима. Школе за православну децу биле су под надзором Цариградске Васељенске Патријаршије. Учитељи у овим школама обично су регрутовани из редова православног свештенства, а наставни језик је био грчки. Прва школа за коју се знало да користи албански у модерном времену била је фрањевачка богословија која је отворена 1861. у Скадру, мада се албанске школе фрањеваца помињу од 1638. године у Пдани.
Отприлике од 1880. до 1910. године, неколико албанских родољуба са намером да створе осећај националне свести основало је основне школе у неколико градова и места, углавном на југу, које су бројале десетак, али су те установе затвориле османске власти 1905. Султан Абдул Хамид II се плашио да би ово могло да изазове одвајање Албанаца од Отоманског царства. Појава младотурског покрета 1908. године мотивисала је албанске патриоте да појачају своје напоре, а исте године се група интелектуалаца састала у Битољу да изаберу албанско писмо. Књиге написане на албанском пре 1908. користиле су мешавину алфабета, која се углавном састојала од комбинација латиничних, грчких и турско - арапских слова.
Учесници битољског скупа развили су јединствено писмо засновано на латиничном писму. Убрзо је написано више уџбеника на новом писму, а албанске основне школе отворене су у разним деловима земље. Године 1909, да би се задовољила потражња за наставницима који би могли да предају на матерњем језику, основана је нормална школа у Елбасану. Али 1910. Младотурци су, плашећи се појаве албанског национализма, затворили све школе које су користиле албански као наставни језик.
Чак и након што је Албанија постала независна, школе су биле малобројне. Несређене политичке прилике изазване Балканским ратовима и Првим светским ратом ометале су развој јединственог образовног система. Када је избио Први светски рат (1914), албанско образовање у Албанији је било оскудно. Осим отоманских образовних институција, локалне школе су углавном користиле грчки и неколико арумунског језика:
| Језик    | Школе                  | Региони                |
| -------- | ---------------------- | ---------------------- |
| грчки    | 150 (20.000 студената) | углавном на југу земље |
| румунски | 20                     | Корче регион           |
| Српски   | 1                      | Скадарски крај         |

Стране окупационе силе су, међутим, отвориле неке школе у својим областима контроле, при чему је свака сила нудила наставу на свом језику. Неколико од ових школа, посебно италијанске и француске, наставиле су са радом након Првог светског рата и одиграле су значајну улогу у увођењу западних образовних метода и принципа. Нарочито је значајан био Национални лицеј Корче, на којем је настава била француском језику.
Убрзо након успостављања националне владе 1920. године, која је укључивала министарство образовања, постављени су темељи за национални образовни систем. Отворене су основне школе у градовима и неким већим местима, а ојачане су италијанске и француске школе које су отворене током Првог светског рата. У међувремену су основане две важне америчке школе: Америчка стручна школа у Тирани, коју је основао амерички Црвени крст за млађе узрасте 1921. године, и Америчка пољопривредна школа у Каваји, спонзорисана од Фондације Блиског истока. Неколико будућих чланова комунистичке партије и владе школовало се у страним школама: Енвер Хоџа је дипломирао на Националном лицеју 1930. године, а Мехмет Шеху, који ће постати премијер, завршио је студије на Америчкој стручној школи 1932. године.
Током 1920-их, у периоду када су постављени темељи модерне албанске државе, направљен је значајан напредак ка развоју истински албанског образовног система. Године 1933. Краљевски устав је измењен тако да образовање грађана постане искључиво право државе. Све школе на страним језицима, осим америчке пољопривредне школе, биле су затворене или национализоване. Овај потез је имао за циљ да заустави брзо ширење школа које је директно спонзорисала италијанска влада, посебно међу римокатолицима на северу.
Након национализације школа 1934. године уследила је далекосежна реорганизација целокупног образовног система. Нови систем је захтевао обавезно основно образовање од четири до четрнаест година. Такође је предвиђено проширење средњих школа разних врста; оснивање нових техничких, стручних и комерцијалних средњих школа; и убрзање и проширење обуке наставника. Обавезне одредбе Закона о реорганизацији из 1934. никада нису спроведене у сеоским срединама јер су сељацима била потребна њихова деца за рад у пољу, као и због недостатка школских објеката, учитеља и превозних средстава.
Једине мањинске школе које су радиле у Албанији пре Другог светског рата биле су оне за грчку мањину која живи у округу Ђирокастер. И ове школе су затворене уставним амандманом из 1933. године, али је Грчка проследила случај Међународном сталном суду правде, који је приморао Албанију да их поново отвори.
Албанија пред Други светски рат није имала универзитетско образовање и све напредне студије су похађане у иностранству. Сваке године држава је додељивала ограничен број стипендија заслужним матурантима, који иначе не би могли да приуште наставак школовања. Али највећи број универзитетских студената долазио је из добростојећих породица и тако је био приватно финансиран. Велика већина студената похађала је италијанске универзитете због њихове близине и због посебног односа између влада Рима и Тиране. Сама италијанска влада је, пратећи политику политичког, економског, војног и културног продора у земљу, доделила низ стипендија албанским студентима које је препоручила њена мисија у Тирани.
Убрзо након што су Италијани окупирали Албанију у априлу 1939. године, образовни систем је дошао под потпуну италијанску контролу. Употреба италијанског језика је постала обавезна у свим средњим школама, а фашистичка идеологија и оријентација су уграђени у наставне планове и програме. Међутим, после 1941. године, када су герилске групе почеле да делују против италијанских снага, цео образовни систем је био парализован. Средње школе постале су центри отпора и герилског регрутовања, а многи наставници и ученици отишли су у планине да се придруже групама отпора. До септембра 1943, када је Италија капитулирала пред савезницима и када су немачке трупе извршиле инвазију и окупирале Албанију, образовање је потпуно застало.

## Комунистички период
По преузимању власти крајем 1944. године, комунистички режим је дао велики приоритет поновном отварању школа и организовању читавог образовног система како би одражавао комунистичку идеологију. Циљеви режима за нови школски систем били су да што пре искоријени неписменост у земљи, да се бори против „буржоаских опстанака“ у култури земље, да се албанској омладини пренесу идеје и принципи комунизма како их тумачи партија, и коначно да на основу ових принципа васпитава децу свих друштвених слојева. Комунистички устав из 1946. јасно је ставио до знања да је режим намеравао да сву децу стави под контролу државе. Све школе су убрзо стављене под државну управу. Истовремено, због недостатка специјалиста у многим областима знања, велики број младих је послат у иностранство у земље са којима је Албанија имала дипломатске везе (Совјетски Савез, Чехословачка, Пољска, Румунија итд.)
Закон о реформи образовања из 1946. је конкретно предвиђао да ће марксистичко-лењинистички принципи прожимати све школске текстове. Овај закон је такође учинио борбу против неписмености примарним циљем новог школског система. Септембра 1949. године влада је објавила закон којим се од свих грађана старости између дванаест и четрдесет година који нису умели да читају, захтева да похађају часове читања и писања. Просветне секције народних већа оснивале су курсеве за неписмене сељаке. Политички органи оружаних снага су пружали паралелне курсеве за неписмено војно особље.
Поред обезбеђивања бесплатног седмогодишњег обавезног основног школовања и четворогодишњег средњег образовања, закон из 1946. захтевао је оснивање мреже стручних, трговачких и учитељских школа за припрему кадрова, техничара и квалификованих радника за различите друштвене, културне и економске активности. Други закон о образовању усвојен 1948. године предвиђао је даље ширење стручних и стручних курсева за обуку квалификованих и полуквалификованих радника и повећање теоријског и стручног знања техничара.
Током 1950-их, школски систем је добио темељну совјетску оријентацију у смислу комунистичке идеолошке пропаганде и контроле централне владе. По истом принципу осниване су и средње техничке школе. Године 1951. основана су три висока училишта: Виши педагошки институт, Виши политехнички институт и Виши пољопривредни институт, сви по узору на совјетске моделе. Већина уџбеника, посебно оних који се баве научним и техничким питањима, били су совјетски преводи. Основани су курсеви за припрему наставника у којима су руски инструктори предавали руски језик, совјетске методе педагогије и психологије и марксистичко-лењинистичку дијалектику. Тим совјетских просветних радника поставио је структурне, наставне и идеолошке основе Универзитета Енвер Хоџа у Тирани (сада званог Универзитет у Тирани), који је основан 1957.
До 1960. године систем основног и средњег образовања је еволуирао у једанаестогодишњи програм који је обухватао школе општег образовања и стручне и стручне институте. Школе општег образовања састојале су се од првог до четвртог разреда основних, од пет до седам средњих и од осам до једанаестог разреда средње школе. У октобру 1960. године, међутим, када су совјетско-албанске тензије достизале тачку прелома, Албанска партија рада издала је резолуцију којом се позива на реорганизацију целог школског система. Прави циљ резолуције био је чишћење школа од совјетског утицаја и преписивање уџбеника. Додатна година је додата једанаестогодишњем општеобразовном програму, а цео школски систем је тешње интегрисан са индустријом како би се албанска омладина припремила да замени совјетске специјалисте, уколико ови последњи буду повучени, као што су на крају били 1961.
Накнадна реформа поделила је образовни систем у четири опште категорије: предшколско, општи осмогодишњи програм, средње и високо образовање. Обавезни осмогодишњи програм осмишљен је тако да ученицима пружи елементе идеолошког, политичког, моралног, естетског, физичког и војног васпитања. Нови систем је снизио узраст за упис ученика са седам на шест и више није раздвајао основне и средње школе.
Средње образовање почињало је у деветом разреду (обично са четрнаест година), а завршавало се у дванаестом разреду. Средње школе нудиле су четворогодишње општеобразовне програме или четворогодишње стручне и стручне програме, укључујући индустријске, пољопривредне, педагошке, трговинске, уметничке и здравствене, између осталог. Неки програми су трајали само две године.
Рок студирања на високошколским установама трајао је три до пет година, а школарина је и на овом нивоу била бесплатна. Предвиђено је проширење високог образовања повећањем броја редовних студената, отварањем нових филијала у местима где није било високошколских института и организовањем специјализованих курсева на којима би се они који су завршили високо образовање обучавали да постану високо образовање. квалификованих техничких и научних кадрова. Сви редовни свршени студенти морали су да одслуже пробни рад од девет месеци у индустријској производњи и три месеца у војној обуци, уз прописану војну обуку у школи. Постојале су и партијске школе после средње школе, као што је Лењинова виша партијска школа, која је постојала само да би промовисала филозофију режима.
Образовање одраслих одвијало се истим редоследом као и редовно школовање за млађе ученике, са два изузетка. Прво, осмогодишњи сегмент општег образовања није био обавезан и био је компримован у шестогодишњи програм који је омогућавао завршетак прва четири разреда за две године. Друго, они који су желели да по завршетку средње школе иду на више институте морали су једну годину посветити припремном студију уместо да се баве производњом, као што су то радили редовни студенти.
Званична статистика је показала да је режим направио значајан напредак у образовању. Неписменост је практично елиминисана до касних 1980-их. Од укупног уписа од мање од 60.000 ученика на свим нивоима 1939. године, број људи у школи је порастао на више од 750.000 до 1987. године; такође, у Албанији је било више од 40.000 наставника. Око 47% свих ученика су биле жене. Проценат свршених ученика осмог разреда који су наставили са неком врстом средњег образовања порастао је са 39% 1980. на 73% 1990. године, при чему ниједно село није пријавило цифру нижу од 56%.

## Савремени систем
План реорганизације најављен је 1990. године којим би се програм обавезног образовања продужио са осам на десет година. Следеће године, међутим, велика економска и политичка криза у Албанији, и слом јавног реда који је уследио, гурнули су школски систем у хаос. Широко распрострањени вандализам и екстремна несташица уџбеника и потрепштина имали су разарајући ефекат на рад школа, што је навело Италију и друге земље да пруже материјалну помоћ. Министар просвете је у септембру 1991. известио да је скоро једна трећина од 2.500 школа испод универзитетског нивоа опљачкана, а петнаест школских зграда сравњено. Многи наставници су се преселили из руралних у урбана подручја, остављајући сеоске школе без особља и повећавајући редове незапослених у градовима и местима; око 2.000 наставника побегло је из земље. Високо контролисано окружење које је комунистички режим наметнуо образовном систему током више од четрдесет шест година коначно је ослобођено и спремно за побољшање.
Као иу комунизму, дисциплина наставника остаје главни проблем у албанском образовном систему, пошто наставници прибегавају насиљу, док се од ученика очекује да једноставно запамте задати материјал. Штавише, корупција међу наставницима постаје проблем јер су 'коверте' и скупи поклони норма када су суочени са важним роковима, као што су просеци за упис или пад оцене. Међутим, било је настојања да се усвоји западни модел по коме је ученик у центру образовног система за разлику од садашњег источног модела у којем наставник има доминантну улогу.
Крајем 1990-их, многе школе су обновљене или реконструисане како би се побољшали услови учења кроз Соросове фондације за отворено друштво. Већина побољшања се догодила у већим градовима, као што је главни град Тирана. Потоњи пати од велике претрпаности учионица, што доводи до 2 дневне смене наставе, док је грејање током зиме велики проблем. Стара комунистичка пропаганда је избачена из свих школских програма и већи акценат је стављен на математику, природне и хуманистичке науке. Школска недеља је скраћена са 6 на 5-дневну. Неке од богатијих школа почеле су да уводе рачунаре, али многим школама још увек недостају основни материјали за лабораторијску наставу.
У међувремену, приватне, нејавне институције на свим нивоима су се отвориле са побољшаним наставним материјалом, особљем и додатним ваннаставним активностима, али скупим накнадама. Сличне промене су се десиле и на нивоу после средње школе. Бројни приватни универзитети су основани у различитим градовима Албаније, који студентима нуде могућност студирања у различитим гранама. Почели су да се уводе програми е-учења који студентима нуде могућност праћења онлајн курсева. Међутим, неке приватне институције после средње школе постале су познате као једноставно „фабрике диплома“, као што је био случај са доделом контроверзне универзитетске дипломе сину познатог италијанског политичара Умберта Босија. Као резултат тога, албанска влада је затворила десетак таквих институција у покушају да сузбије овај феномен.
Између 2009. и 2013. године, индустрија уџбеника је дерегулисана у настојању да уџбеници буду приступачнији, чиме се студентима и инструкторима нуди већи избор. Међутим, сектор је постао подложан фаворизовању и албански образовни систем је доживео пад квалитета. Постао је преплављен текстовима које су написали писци без веродостојних акредитива, што је резултирало осредњим текстовима сумњивог садржаја. Једна од њих је била прича о мешању креде са водом и пијењу да би се разболели и прескочили часове. Уџбеник физике захтевао је од ученика да пронађу боју медведа, који је јурио човека уз дрво. Други текстови су експлицитно користили псовке.
Од 2013. године наведени текстови су забрањени и уведени су угледнији из Пирсона и Оксфорда у настојању да се албански образовни систем усклади са ЕУ. Поред тога, ученици од 1. до 5. разреда добијају бесплатне уџбенике.
У зиму 2018-19, у Тирани су одржани студентски протести који су захтевали бољу образовну инфраструктуру, смањили школарине и осудили фаворизовање, корупцију и сексуалне услуге међу наставним особљем. Влада је прихватила захтеве, а студентски домови у Студентском граду у Тирани се реконструишу у оквиру Универзитетског пакта између владе и јавних академских институција у Албанији.
Последњих година, страни студенти углавном из јужне Италије уписују се на универзитете у Тирани са италијанском организацијом у нади да ће се боље припремити за пријемне испите на италијанским универзитетима.

## Систем
- Предшколско образовање ( çerdhe или kopësht ): 1–4 године
- Основно образовање ( 9-vjeçare ): 9 година (8 година до 2008.)
- Средње образовање :
  - Редовно ( e mesme или gjimnaz ): 3 године
  - Стручно или техничко ( teknike ): 2–5 година
- Високо образовање :
  - Мастер дипломе (од 3 године и 1,5–2 године респективно)
- Квартарно образовање ( doktoratë ): 3 године